# أفضل الدولة آصف جاه الخامس
أفضال الدولة، آصف جاه الخامس مير تاھنيت علي خان صديقي بايفاندي (11 أكتوبر 1857 - 26 فبراير 1869) كان من السلالة الحاكمة في دولة حيدر آباد، الهند، من 1857 إلى 1869.

## اللقب
صاحب السمو السيد (نظام ملكي) أفضل الدولة عساف جاه الخامس.

## الإصلاح في التعليم
خلال حكم أفضل الدولة آصف جاه الخامس اهتم بالتعليم حيث انشأ دار للعلوم وتعتبر أول مؤسسة تعليمية في حيدر أباد في عام 1854.

## روابط خارجية
- Silver Rupee issued in name of Ad-Dawlah, Afzal[وصلة مكسورة]

| أفضل الدولة آصف جاه الخامس Asaf Jahi dynasty |                                    |                        |
| سبقه ناصر الدولة آصف جاہ الرابع              | سلالة نظام الملك (الهند) 1857–1869 | تبعه مير محبوب علي خان |